# Demografia da Somália
A Somália tem 10 milhões de habitantes e uma densidade demográfica de 16,12 hab./km². Cerca de 60% da população somali é composta por nômades e seminômades criadores gado, camelos e cabras. Outros 25% da população são agricultores, fixados nos vales férteis dos rios Juba e Shebelle, no sul do país. Aproximadamente 15% da população somali vive em áreas urbanas.

## Dados demográficos

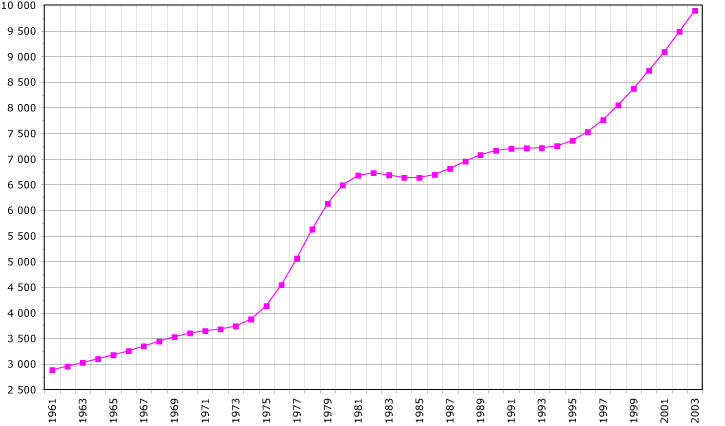
Evolução demográfica da Somália. Dados da FAO de 2005.

População total: 10 817 354 habitantes, segundo a estimativa de 2016.
Grupos étnicos: Somalis são o principal grupo, representam cerca de 85% da população. Cerca de 14% são Bantus, e outros 1% são árabes e brancos. A maioria da população branca descendente de italianos emigrou após a independência em 1960 e, mais acentuadamente, após o início da guerra civil. 
Religião: A religião majoritária é o Islamismo sunita, do qual 98% são adeptos. As demais religiões, agnósticos e ateus representam cerca de 2% da população.
Idiomas: A língua oficial é o somali, porém há falantes de árabe, italiano e inglês, línguas de caráter secundário.
Alfabetização: Em média, 24% da população acima de 14 anos é alfabetizada, sendo que o índice entre os homens é de 36%, e entre as mulheres de 14%.

## Maiores cidades
A capital Mogadíscio é a principal cidade do país.